# Marcel Gerbidon
Œuvres principales
L'École des cocottes (1918)
Flossie (1929)
Un soir de réveillon (1932)
Marcel Gerbidon est un dramaturge et scénariste français, né le 26 septembre 1868 à Paris 16e et mort le 29 octobre 1933 dans le même arrondissement.

## Biographie
Marcel Sylvain Marie Gerbidon naît le 26 septembre 1868 dans le 16e arrondissement de Paris.
Il est l'auteur, seul ou en collaboration avec Pierre Veber (1869-1942) et Paul Armont (1874-1943), de nombreuses pièces de théâtre qui alimenteront le registre du théâtre parisien et boulevardier.
En 1927, Marcel Gerbidon devient président du cercle des Escholiers, groupe de comédiens amateurs fondé par Aurélien Lugné-Poë en 1886 afin de jouer des auteurs contemporains.
Il meurt le 29 octobre 1933 à Paris (16e), à l'âge de 65 ans.

## Théâtre
- 1905 : Monegenod, théâtre du Grand-Guignol (20 novembre)
- 1906 : Le Clocher d'Anjouville
- 1906 : Le Martyr de la rue Pigalle, théâtre du Grand-Guignol (7 mai)
- 1906 : Les Ingénus, héâtre des Mathurins (3 décembre)
- 1907 : Flossie
- 1912 : Le Bel Edgard, théâtre Grévin (1er avril)
- 1912 : Une affaire d'or, théâtre Antoine (15 octobre)
- 1916 : Le Grain de poivre, théâtre du Grand-Guignol (29 novembre)
- 1919 : Souris d'hôtel, comédie en 4 actes, théâtre Femina (13 octobre)
- 1921 : L'Autobolide
- 1929 : Flossie, opérette de Marcel Gerbidon d'après sa pièce, lyrics de Charles-Louis Pothier et Albert Willemetz, musique de Josef Szulc

en collaboration avec Pierre Veber
- 1907 : Le Mouton
- 1913 : Un fils d’Amérique, comédie en quatre actes, théâtre de la Renaissance (29 novembre)

en collaboration avec Paul Armont
- 1914 : La Tontine, pièce en 2 actes, théâtre Antoine (27 mars)
- 1916 : Le Coq en pâte
- 1918 : L'École des cocottes, théâtre Michel (16 février)
- 1919 : Souris d'hôtel, comédie en quatre actes, théâtre Femina (13 octobre)
- 1923 : Dicky, coécrite avec Paul Armont et Jean Manoussi
- 1924 : Un chien qui rapporte
- 1925 : Alain, sa mère et sa maîtresse
- 1925 : Jeunes filles de palaces, comédie en 3 actes, théâtre de la Madeleine (6 mai)
- 1926 : Une petite sans importance, comédie en trois actes, théâtre des Capucines (3 avril)
- 1927 : Le Club des loufoques
- 1927 : L'Enlèvement, théâtre de la Michodière (6 septembre)
- 1929 : L'Amoureuse Aventure, comédie en 3 actes et 6 tableaux, théâtre Édouard-VII (17 janvier)
- 1930 : Coiffeur pour dames
- 1930 : Fleurs de luxe, comédie en 3 actes, théâtre Daunou (27 février)
- 1932 : Un soir de réveillon, opérette de Paul Armont et Marcel Gerbidon, lyrics de Jean Boyer et Albert Willemetz, musique de Raoul Moretti (17 décembre)

## Filmographie
- 1916 : Rigadin, méfie-toi des femmes de Georges Monca - en tant que scénariste
- 1932 : Coiffeur pour dames de René Guissart - en tant que coscénariste avec Paul Armont

## Adaptations cinématographiques
- 1921 : Le Porion de Georges Champavert
- 1929 : Souris d'hôtel, film muet français d'Adelqui Migliar ;
- 1932 : Un chien qui rapporte de Jean Choux
- 1932 : L'Amoureuse Aventure ou Madame hat Ausgang de Wilhelm Thiele, versions française et en allemand tournées simultanément
- 1932 : Un fils d'Amérique de Carmine Gallone
- 1933 : Le Mari garçon de Alberto Cavalcanti
- 1933 : Un soir de réveillon de Karl Anton
- 1935 : L'École des cocottes de Pierre Colombier
- 1936 : Die Entführung de Géza von Bolváry, d'après L'Enlèvement (1929)
- 1936 : Der geheimnisvolle Mister X de Johann Alexander Hübler-Kahla, d'après Dicky (1923)
- 1938 : Monsieur Breloque a disparu de Robert Péguy d'après Dicky (1923)
- 1939 : Trappola d'amore de Raffaello Matarazzo, d'après Dicky (1923)
- 1952 : Coiffeur pour dames de Jean Boyer
- 1958 : L'École des cocottes de Jacqueline Audry